# Klagesangene
Klagesangene (hebr. איכה ʾēḫā(h), Eikha) er en poetisk bog i Bibelen som medregnes til profetbøgerne. Klagesangene tilskrives Jeremias, og er i nogen jødiske skriftsamlinger tilføjet til slutningen af Jeremias' Bog.
Klagesangene udtrykker sorg over babyloniernes ødelæggelse af Jerusalem. Profeten lider over folkets smerte og ulykke, og han beder for byen og folket. Flere af teksterne er akrostiske.